# Konrad Bartelski
Konrad Bartelski (ur. 27 maja 1954 w Londynie) – brytyjski narciarz alpejski. Urodził się w Londynie, w rodzinie polskiego pochodzenia. Oprócz języka angielskiego biegle posługuje się także niemieckim i holenderskim.
Jego najlepszym występem na igrzyskach było 12. miejsce w zjeździe na igrzyskach w Lake Placid, na mistrzostwach świata najlepszym jego wynikiem było 15. miejsce w zjeździe na mistrzostwach świata w Sankt Moritz. Najlepsze wyniki w Pucharze Świata osiągnął w sezonie 1981/1982, kiedy to zajął 52. miejsce klasyfikacji generalnej.
13 grudnia 1981 Bartelski zajął 2. miejsce w zawodach PŚ w zjeździe we włoskiej miejscowości Val Gardena. Był to jego największy sukces.

## Sukcesy

### Puchar Świata

#### Miejsca w klasyfikacji generalnej
- 1981/1982 – 52.

#### Miejsca na podium
1. Val Gardena – 13 grudnia 1981 (zjazd) – 2. miejsce